# 柳博米爾卡 (科托夫斯克區)
47°45′44″N 29°29′14″E / 47.76222°N 29.48722°E
柳博米爾卡（烏克蘭語：Любомирка）是位於烏克蘭西南部的村莊，由敖德萨州波季利斯克区的庫亞利尼克市鎮負責管轄。該村始建於1880年，面積2.13平方公里，海拔高度111米，2001年人口1,181，人口密度每平方公里554.46人。